# پارک هه جون
پارک هه جون (کره‌ای: 박해준؛ زادهٔ پارک سانگ وو در ۱۴ ژوئن ۱۹۷۶) بازیگر اهل کره جنوبی است. او ابتدا توجهات را با نقش مکمل در مجموعه‌های تلویزیونی دکتر غریبه و میسنگ: زندگی ناتمام در سال ۲۰۱۴ به خود جلب کرد و و اولین نقش اصلی خود را در فیلم جونگ جی-وو به نام Fourth Place در سال ۲۰۱۵ ایفا کرد. او از طریق دنیای متأهلی (۲۰۲۰) به‌طور گسترده به رسمیت شناخته شد.

## فیلم‌شناسی

### مجموعه تلویزیونی
| سال  | عنوان               | نقش            | شبکه     | توضیحات              |
| ---- | ------------------- | -------------- | -------- | -------------------- |
| ۲۰۱۲ | جون ووچی            | ده گون         | کی‌بی‌اس۲  |                      |
| ۲۰۱۴ | دکتر غریبه          | چا این سو      | اس‌بی‌اس   | [ ۱ ]                |
| ۲۰۱۴ | میسنگ: زندگی ناتمام | چون کوان وونگ  | تی‌وی‌ان   | [ ۲ ]                |
| ۲۰۱۵ | گمشده               | ها ته جو       | اوسی‌ان   | (مهمان، قسمت‌های ۳–۴) |
| ۲۰۱۵ | عروس زیبای من       | پارک هیونگ شیک | اوسی‌ان   | [ ۳ ]                |
| ۲۰۱۶ | خواستن              | سونگ جونگ هو   | اس‌بی‌اس   | [ ۴ ]                |
| ۲۰۱۸ | آقای من             | مون گیوم دوک   | تی‌وی‌ان   |                      |
| ۲۰۱۹ | سرگذشت آسدال        | مو بک          | تی‌وی‌ان   | [ ۵ ]                |
| ۲۰۲۰ | دنیای متأهلی        | لی ته اوه      | جی‌تی‌بی‌سی |                      |

| ۲۰۲۱ || وینچنزو || مامور سازمان اطلاعات ملی |